# Рут Дюррер
Рут Дюррер — професорка фізики астрочастинок в Женевському університеті . Вона працює з такими темами: космічний мікрохвильовий фон, космологія бран та масивна гравітація.

## Дитинство та освіта
Дюррер народилась в Кернс, Обвальден, Швейцарія. Вона здобула диплом середньої школи у Кантоналесі Лерерсемінар, а також навчалася в університеті Цюриха, пізніше отримала докторський ступінь з теорії збурень разом з Норбертом Страуманом в Цюріхському університеті в 1988 році. Дюррер була докторантом в Кембриджському університеті протягом року, а 1989 року отримала позицію в Принстонському університеті. Дюррер повернулась до Цюріху в 1991 році, закінчивши докторантуру.

## Дослідження та кар'єра
У 1992 році Дюррер стала доценткою університету Цюріха, а в 1995 році — професоркою Женевського університету . Вона є членом Інституту теоретичної фізики Периметра . Рут працює над вивченням космічного мікрохвильового фоні та масивної гравітації. Масивна гравітація описує Всесвіт, що розширюється, за допомогою масивних гравітонів, що послаблюють гравітацію на великих масштабах. Дюррер використовує космологічні спостереження як апробацію на загальну відносність.
Дюррер зробила значний внесок у теоретичне розуміння топологічних дефектів. Вона показала, що космічні текстури можуть придушити акустичні піки кутового спектру потужності космічного мікрохвильового фону. Ці результати підтверджують, що космічні текстури не відповідають за розподіл речовини у спостережуваному Всесвіті.
Дюррер працювала з Нілом Туроком над демонстрацією можливостей використання експериментів на основі наземних лабораторій для тестування фазових переходів у ранньому Всесвіті, що включає використання рідких кристалів для дослідження масштабування рішень струнних мереж. Вона також продемонструвала, що коливання щільності у ранньому Всесвіті можуть спричинити космологічні магнітні поля. Вона показала, що властивості масштабування цих первісних магнітних полів можна визначити лише аргументами причинності .
Дюррер вивчала розширену частину простору Всесвіту, розділивши його на 60 мільярдів зон і використовуючи бібліотеку c ++ LATfield2 із суперкомп'ютером для вивчення руху окремих частинок. Вона використовувала рівняння Ейнштейна для обчислення відстані в метричному просторі, порівнюючи це з передбаченням методів Ньютона . Рут досліджувала темну енергію .
Рут є членкинею комітету Міжнародного союзу фундаментальної та прикладної фізики, Міжнародної спілки загальної відносної та гравітації. Вона обіймала академічні посади в Каліфорнійському університеті, Берклі, Принстонському університеті, Паризькому університеті та Інституті Галілео Галілея .

### Книги
- Durrer, Ruth; García-Bellido, Juan; Shaposhnikov, Mikhail (2001). Cosmology and Particle Physics. Melville, New York: American Institute of Physics. ISBN 1563969866. OCLC 46930644.
- Durrer, Ruth (2008). The Cosmic Microwave Background. Cambridge University Press. doi:10.1017/CBO9780511817205. ISBN 9780511817205. OCLC 297170401.[28]

### Нагороди та відзнаки
- Премія Шефлі в Швейцарській академії наук 1992 року[11]

### Особисте життя
Дюррер одружена, мати трьох дітей.